# Борисово (Руновська волость)
Борисово (рос. Борисово) — присілок в Новосокольницькому районі Псковської області Російської Федерації.
Населення становить 24 особи. Входить до складу муніципального утворення Маєвська волость.

## Історія
Від 2015 року входить до складу муніципального утворення Маєвська волость.

## Населення
| 2001 | 2002 | 2010 |
| ---- | ---- | ---- |
| 48   | ↘38  | ↘24  |